# Cogeces del Monte
Cogeces del Monte település Spanyolországban, Valladolid tartományban. Cogeces del Monte Bahabón, Torrescárcela, Montemayor de Pililla, Santibáñez de Valcorba, Quintanilla de Onésimo, Quintanilla de Arriba, Langayo és Campaspero községekkel határos. Lakosainak száma 644 fő (2024).

## Népesség
A település népessége az utóbbi években az alábbiak szerint változott:
| Lakosok száma | 899  | 863  | 828  | 807  | 813  | 738  | 703  | 685  | 630  | 644  |
|               | 2001 | 2004 | 2007 | 2009 | 2012 | 2014 | 2017 | 2019 | 2022 | 2024 |